# Takács József (labdarúgó, 1960)
Takács József (1960. július 26. – 2019. november 22. vagy előtte) magyar labdarúgó, középpályás. A sportsajtóban Takács II néven említették.

## Pályafutása
1982-ig a Baja labdarúgója volt. A Békéscsaba csapatában mutatkozott az élvonalban 1982. augusztus 28-án az Videoton ellen, ahol 2–1-es békéscsabai győzelem született. 1982 és 1987 között 102 bajnoki mérkőzésen szerepelt (NB I: 74, NB II: 28) és nyolc gólt szerzett (NBI: 6, NB II: 2). 1988 és 1991 a Szeged SC játékosa volt. 1990–91-ben ismét az élvonalban szerepelt és 21 mérkőzésen lépett pályára. Utolsó élvonalbeli mérkőzésen a Rába ETO csapatától 4–1-es vereséget szenvedett csapata.
Testvére Takács Zoltán labdarúgó Békéscsabán és Szegeden is csapattársa volt.

## Sikerei, díjai
- Magyar kupa
  - győztes: 1988